# Ardeutica eupeplana
Ardeutica eupeplana es una especie de polilla de la familia Tortricidae. Se encuentra en Guatemala.